# Vaccinium flagellatifolium
Vaccinium flagellatifolium är en ljungväxtart som beskrevs av H. F.Copeland. Vaccinium flagellatifolium ingår i Blåbärssläktet, och familjen ljungväxter. Inga underarter finns listade i Catalogue of Life.